# Dan Burn
Daniel Johnson Burn (ur. 9 maja 1992 w Blyth) – angielski piłkarz, występujący na pozycji obrońcy w angielskim klubie Newcastle United oraz w reprezentacji Anglii.

## Sukcesy

### Newcastle United
- Puchar Ligi Angielskiej: 2024/25[2][3]

### Indywidualne
- Drużyna roku PFA w League One: 2017/2018[4]
- Trofeum Alana Hardakera: 2025[5]